# Petrijns privilege
Het Petrijns of Petrinisch privilege of Petrijns voorbehoud (Latijn: privilegium petrinum) is de mogelijkheid binnen het rooms-katholieke canoniek recht om een geldig gesloten maar niet-sacramenteel huwelijk tussen een gedoopte en een niet-gedoopte te ontbinden. Het Petrijns privilege is een gunst van de paus, die deze hoogst zelden verleent. De naam Petrijns privilege is afgeleid van de apostel Petrus, van wie de paus volgens de kerkelijke leer de opvolger is. Het Petrijns privilege wordt ook wel de huwelijksontbinding in favorem fidei (ten gunste van het geloof), omdat het een ontbinding betreft die een sacramenteel ('volledig') huwelijk van twee gedoopte partners moet mogelijk maken. De term Petrijns privilege komt in het canoniek wetboek niet voor, maar is recent ontwikkeld uit de veel oudere term van het Paulijns privilege.
Het onderscheid met het Paulijns privilege is dat bij het Petrinisch privilege ook al bij het aangaan van het huwelijk één der partners gedoopt is. Een ander verschil is dat men rechtens aanspraak kan maken op het Paulijns privilege, terwijl het Petrijns privilege alleen bij wijze van gunst door de paus wordt verleend.
Het Petrijns privilege is iets anders dan de nietigverklaring van een kerkelijk huwelijk. Daarbij wordt vastgesteld dat een huwelijk van meet af aan ongeldig was en dus nooit bestaan heeft. Bij het Paulijns en Petrijns privilege gaat het om het opheffen van geldig gesloten niet-sacramentele huwelijken. Het geldige sacramentele (tussen twee geldig gedoopten) gesloten huwelijk kan ook door de paus niet worden ontbonden, maar alleen door overlijden.